# Majungasaurus
Majungasaurus (ehemals Majungatholus) ist eine Gattung theropoder Dinosaurier, die fossil in der späten Oberkreide am Ende des Mesozoikums (Kreide-Tertiär-Grenze) nachzuweisen ist. Die Gattung wurde 1955 von René Lavocat beschrieben, die einzige Art und Typusart ist Majungasaurus crenatissimus und wurde 1896 von Charles Depéret als Megalosaurus crenatissimus erstbeschrieben.

## Beschreibung

### Körperbau
Der Majungasaurus bewegte sich biped (zweibeinig) fort, wie es typisch für theropode Dinosaurier war. Das gesamte Tier konnte ausgewachsen von der Nasen- bis zur Schwanzspitze eine Länge von etwa sechs bis sieben Metern erreichen. Einige fossile Funde belegen, dass größere Exemplare sogar bis zu acht Meter Länge und ein Gewicht bis 1,5 Tonnen erlangen konnten.
Die Beine waren in der Relation zur Körpergröße relativ klein. Daraus schlussfolgerten Wissenschaftler, dass der Majungasaurus nicht in der Lage war, sehr schnell zu laufen.

### Schädel

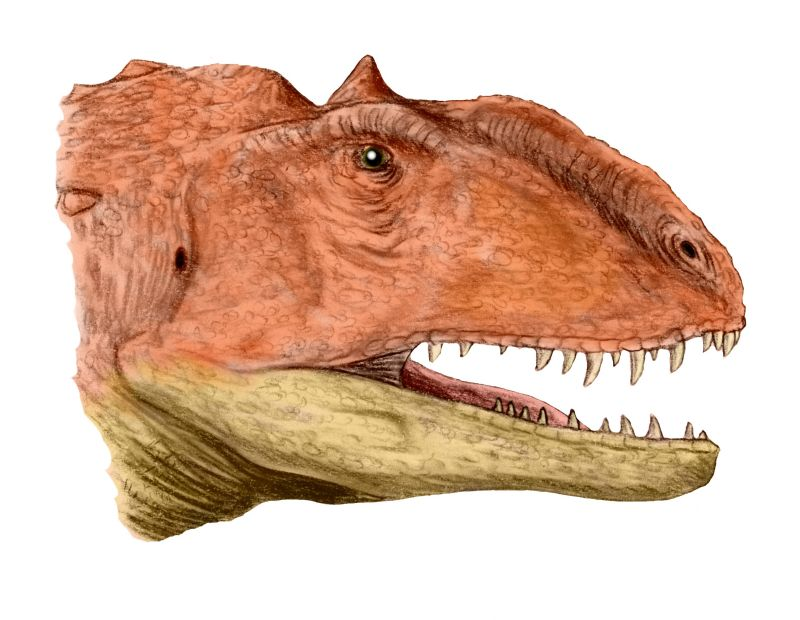
Kopf von Majungasaurus

Wie die anderen Abelisauriden besaß Majungasaurus einen relativ kurzen, kräftigen Kopf. So konnte der Saurier kräftig zubeißen. Speziell an diesem Schädel war ein Horn, das ihm auf der Stirn saß. Die ganze Schädeldecke wies auffällige Unebenheiten auf. Diese waren so ausgeprägt, dass man ursprünglich davon ausging, dass Majungasaurus ein Pachycephalosauride war.
Welchen Nutzen diese Höcker hatten, ist der Wissenschaft unbekannt. Eventuell wurden mit ihrer Hilfe Kämpfe unter männlichen Artgenossen durchgeführt, um die Gunst der Weibchen zu erhalten.

## Möglicher Kannibalismus

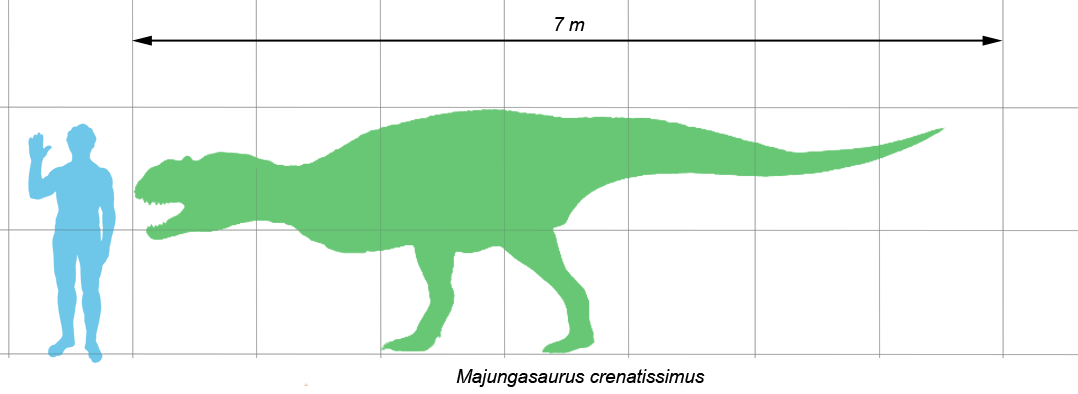
Größenvergleich zwischen Majungasaurus crenatissimus und einem Menschen

Bei fossilen Überresten von Majungasaurus wurden an den Knochen Kerben von Zähnen, also Bissspuren, entdeckt. Die Abstände und die Formen der Kerben passen exakt zu dieser Spezies. Es liegt also nahe, dass die Tiere Kannibalen waren und ein Majungasaurus sich von einem anderen ernährt hat.
Möglich ist aber auch, dass zwei Artgenossen miteinander gekämpft haben (z. B. um ein Weibchen oder Revier) und die Bissspuren aus solch einer Auseinandersetzung stammen.